# Eutimalphes
Eutimalphes är ett släkte av nässeldjur. Eutimalphes ingår i familjen Eirenidae.
Kladogram enligt Catalogue of Life:
| Eutimalphes | \| \| Eutimalphes brownei \| \| \| \| \| \| Eutimalphes pretiosa \| \| \| \| |
|             | \| \| Eutimalphes brownei \| \| \| \| \| \| Eutimalphes pretiosa \| \| \| \| |
|             | Campanopsis                                                                  |
|             |                                                                              |
|             | Eirene                                                                       |
|             |                                                                              |
|             | Eugymnanthea                                                                 |
|             |                                                                              |
|             | Eutima                                                                       |
|             |                                                                              |
|             | Eutonina                                                                     |
|             |                                                                              |
|             | Helgicirrha                                                                  |
|             |                                                                              |
|             | Neotima                                                                      |
|             |                                                                              |
|             | Phialopsis                                                                   |
|             |                                                                              |
|             | Tima                                                                         |
|             |                                                                              |
|             | Eutimalphes brownei                                                          |
|             |                                                                              |
|             | Eutimalphes pretiosa                                                         |
|             |                                                                              |

|  | Eutimalphes brownei  |
|  |                      |
|  | Eutimalphes pretiosa |
|  |                      |